# Fürstlicher Marstall Schloss Rheda

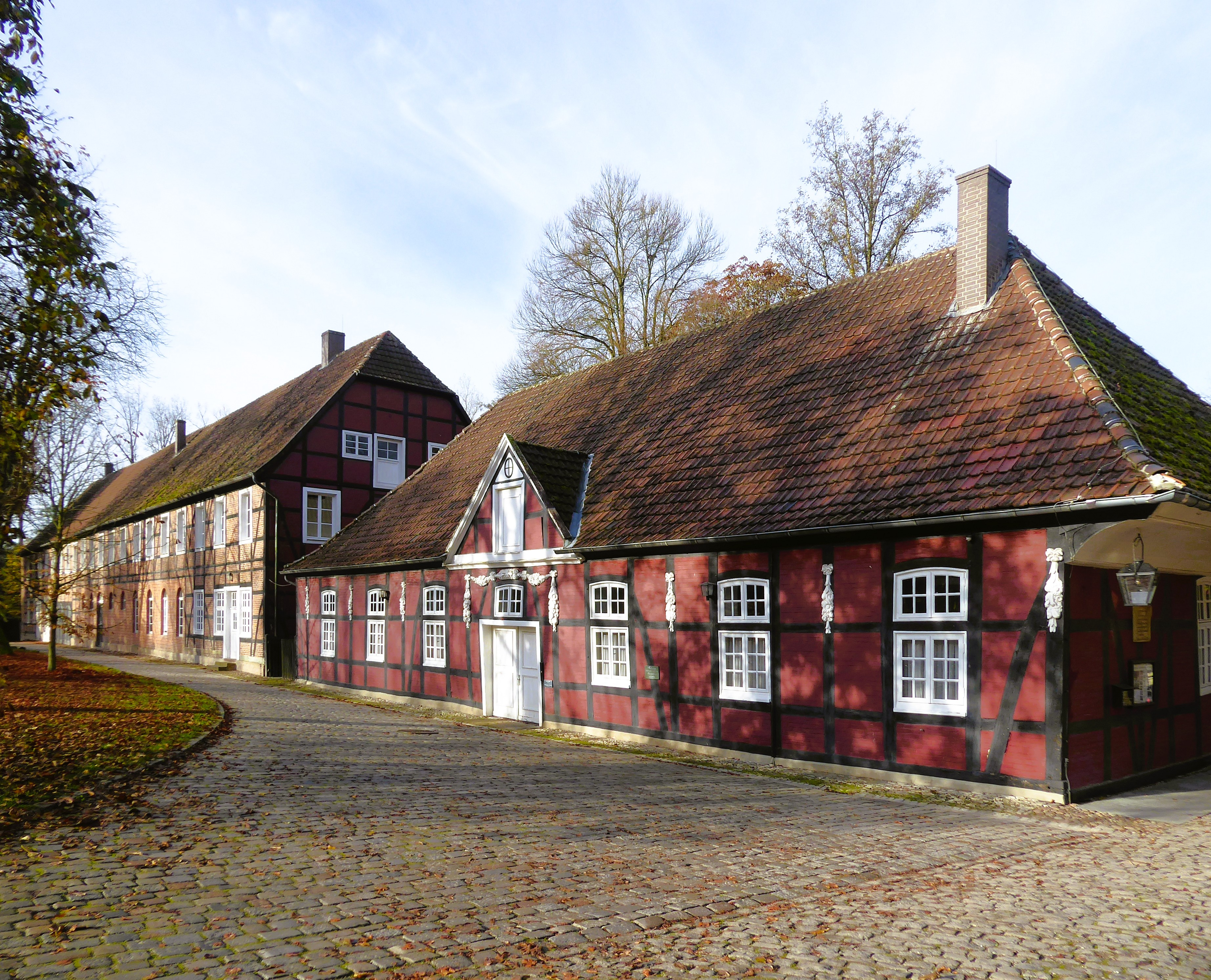
Kutschenmuseum im Marstall (links) und Museum im Komödienhaus (rechts)

Der Fürstliche Marstall Schloss Rheda ist ein 1760 als Marstall erbautes Fachwerkgebäude in Rheda-Wiedenbrück (NRW).
1988 eröffnete das Fürstenhaus zu Bentheim-Tecklenburg im historischen Marstall von Schloss Rheda ein Kutschenmuseum.

## Gebäude und Ausstattung

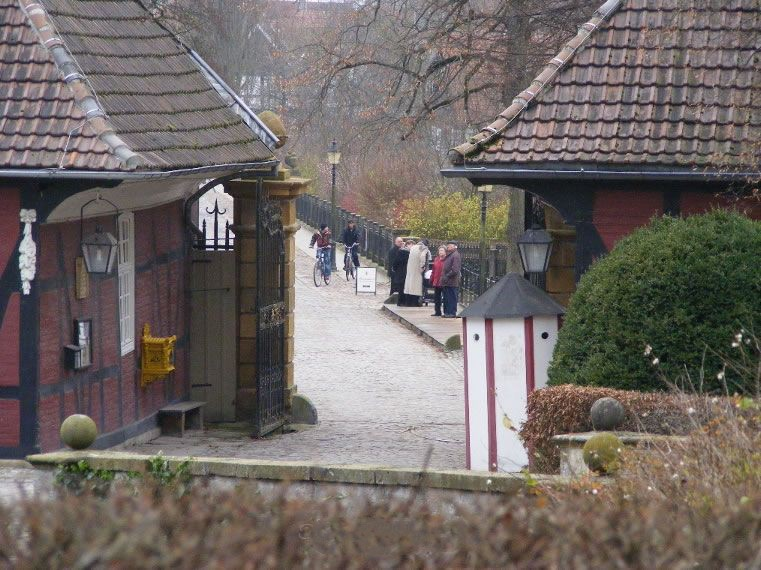
Schloss Rheda (Torwache)

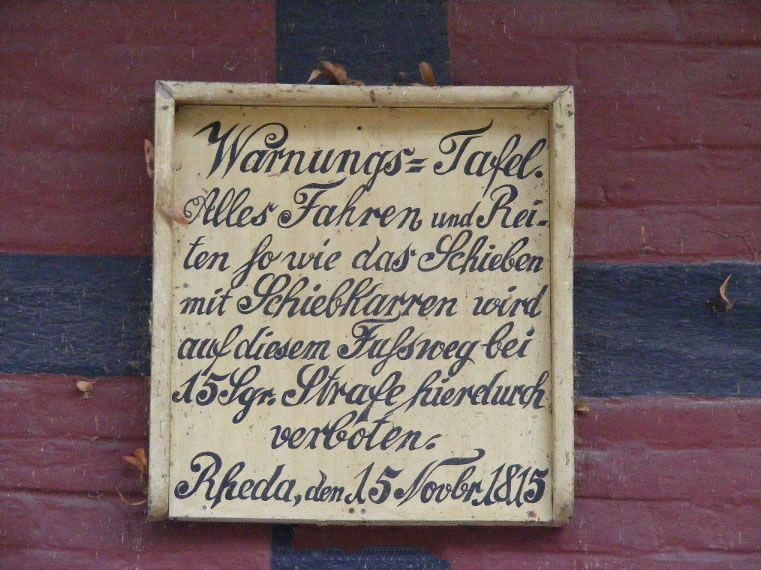
Schloss Rheda (Warnschild)

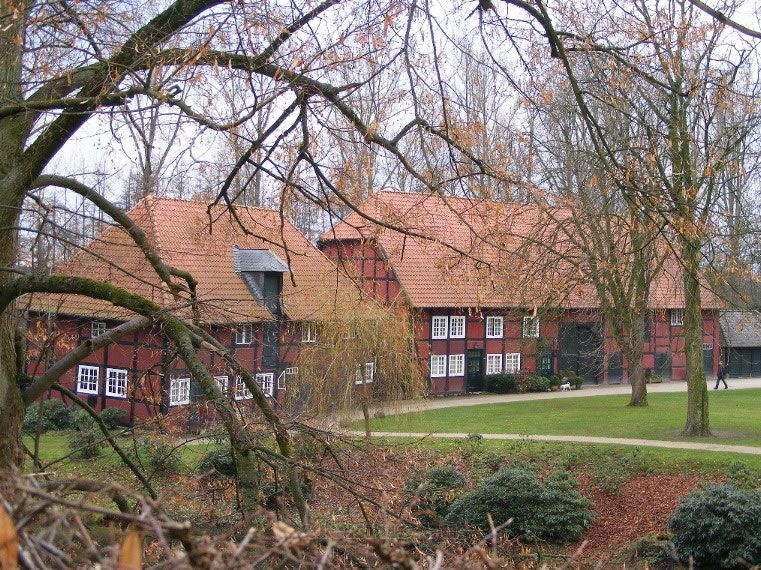
Schloss Rheda (Ackergebäude)

Die von der Ems umflossene Vorburg von Schloss Rheda bewahrt mit ihren Fachwerkbauten noch weitgehend das Bild des 18. Jahrhunderts.
Dem Ackergebäude (Ökonomie) von 1732 im Süden folgt auf der Westseite in einem langen zweigeschossigen geraden Trakt der Marstall von 1760 mit Pferdestall und Remise. Der zu Seiten der Auffahrt in Fachwerk errichteten Wache und Kanzlei von 1780/81 im Norden entspricht auf der Südseite das Komödienhaus, erbaut 1790 als Hoftheater.
Mit dem weiten Überstand ihrer Dachwalme rahmen sie die Werksteinpfeiler mit den reichen schmiedeeisernen Flügeln des Schlosstores.
Im 1988 eröffneten Kutschenmuseum im Marstall sind eine stattliche Anzahl von Kutschwagen, Schlitten und die 1788 in Gütersloh für das Schloss Rheda gebaute Feuerwehrspritze ausgestellt.
Das zeitgleich eröffnete Museum im Komödienhaus zeigt eine Spielzeug- und Kostümsammlung.

## Geschichte
Wagen, Schlitten und Geschirre sind ein Stück Kulturgeschichte von besonderem Reiz. Die Sammlung in den Räumen des Marstalles bietet einen umfassenden Einblick in die Blütezeit dieses Kulturerbes.
Kutschen in der heute bekannten Art gibt es etwa seit 500 Jahren. Das Wort Kutsche geht auf den westungarischen Ort Kocs zurück, dort wurden die ersten Wagen für den Personentransport gebaut. An der Neuheit waren vor allem Kaiser, Könige und der Adel interessiert; sie sorgten auch dafür, dass es mit der Kutsche in Aussehen, Ansehen und Komfort immer nur bergan ging.
Anfangs waren die Wagenkästen ungefedert direkt auf die Achsen montiert, eine Technik, die Fahrzeug in Insassen gleichermaßen strapazierte. Etwa im 16. Jahrhundert konnte der Fahrkomfort dann ein wenig verbessert werden. Aufhängungen mittels Lederriemen oder gebogenen Federn reduzierten jetzt die seitlichen Schwingungen des Wagenkastens, vermochten aber nichts gegen das Durchschwingen in Fahrtrichtung.
Damit musste man zunächst leben und reisen.
Bis 1804! In diesem Jahr wurde die Elliptik-Blattfederung erfunden. Und das bedeutete: ein tiefergelegter, selbsttragender Wagenkasten und eine stabile Verbindung zwischen Vorder- und Hinterachse. Jetzt war die Kutsche im Prinzip und faktisch perfekt, sie war komfortabel, sicher und schnell.
Aus dieser Zeit stammen die gut erhaltenen und mustergültig gepflegten Exponate in der Sammlung auf Schloss Rheda. Alle im Kutschenmuseum ausgestellten Stadt-, Reise- und Sportwagen sowie die Schlitten waren im Schlossdienst eingesetzt.
Im Zuge der NRW-Landesgartenschau 1988 in Rheda-Wiedenbrück entstanden neben den rekonstruierten Schlossgarten das Theatermuseum im Komödienhaus und das Kutschenmuseum im Marstall.

## Exponate der Ausstellung

### Vis-à-vis
Man saß sich hier paarweise gegenüber, daher der Name Vis-à-vis für diesen Kutschentyp.
Ursprünglich dürfte ein Halbverdeck die Herrschaften vor den Dienern optisch abgeschirmt haben. Die Diener standen erhöht auf der Lakaibrücke über der Hinterachse.
Die Fahrgestell-Konstruktion, die schweren Holzachsen und die Kastenaufhängung in S-Federn kombiniert mit Lederbändern weisen auf die Bauzeit hin: 18. Jahrhundert.
Dank des schwanenhalsförmigen Langbaums konnte der Kutscher, um scharf zu wenden, die Räder an der »Nase« durchlaufen lassen.

### Berline Coupé
Dieses sogenannte Halbgala-Fahrzeug wurde noch unter Fürst Emil zu Bentheim-Tecklenburg angeschafft.
Hersteller war, wie die dezenten Firmenschilder unter den Türschwellen verraten, die Firma Friedrich Braun, Hessen-Cassel.
Die Bauweise – geschweifter Langbaum und C-Federn – war bis Anfang des 19. Jahrhunderts weit verbreitet. Einzigartig an der Rhedaer Berline ist die exquisite Ausstattung, die vom hohen Anspruch des fürstlichen Auftraggebers zeugt.

### Landauer
Die Bezeichnung Landauer geht auf eine Spezialkutsche zurück, die sich Kaiser Joseph I. für seine Fahrt im Jahre 1702 von Wien zur belagerten Festung Landau bauen ließ »Landauer Chaise«. Ein Allwetterwagen, der statt eines festen Daches ein geteiltes, nach vorn und hinten zu öffnendes Verdeck aufweist.
Der Rhedaer Landauer, gebaut um 1850, zeigt noch starke Verwandtschaft zur Berline. Allerdings machen beste Schmiede- und Stellmacherarbeit, vollversenkbare Türscheiben, wertvolle Innenausstattung, Silberbeschläge und ein kostbarer Bocksitzbehang diesen Landauer ebenfalls zu einem Halbgala-Wagen.

### Berline
Dieser Kutschentyp wurde in Berlin von Philip de Chiese, dem Generalquartiermeister des Kurfürsten Friedrich Wilhelm von Brandenburg entwickelt. Die Berline war ab Mitte des 18. Jahrhunderts die Standardkutsche schlechthin.
Auch die Rhedaer Berline ist schon über 200 Jahre alt. Die unterschiedliche Bau- und Stilart von Fahrgestell und Wagenkasten sowie abweichende Lackierungen lassen vermuten, dass die Bauteile nicht immer zusammengehörten. Auch dürften die Fensterrahmen ursprünglich verglast gewesen sein. Die hölzernen »Incognito« Tafeln wurden dagegen eingesetzt, wenn es aus Gründen der Diskretion angebracht war.

### Reise-Chaise
Dieser leichte Zweispänner-Reisewagen brachte Graf Moritz Casimir II. (1735–1805) des Öfteren in die Niederlande und nach Flandern.
Für eilige und zahlungsfähige Einzelreisende gab es auf den deutschen Postlinien ab etwa 1650 ähnliche Wagen, die »Postchaisen«.
Kräftige Holzachsen, Riemenaufhängung an großen C-Federn, doppelter Schwanenhals-Langbaum und die Art der Radbefestigung dokumentieren die Bauzeit: zweite Hälfte des 18. Jahrhunderts. Ein »Haarbeutel« an der Kabinenrückseite nahm das kleine Reisegepäck auf: Schirme, Aktenrollen, Utensilien.

### Kinder-Spazierwagen
Der Benjamin unter den Rhedaer Kutschen weist alle wesentlichen Bauelemente eines Großwagens auf: Federung, doppelter Langbaum, Polsterung und sogar eine schönbemalte Rückseite.
Der Kinder-Spazierwagen wurde von Pony oder von Hand gezogen. Und sicher auch mehr als einmal vom gräflichen Vater Moritz Casimir II. der ihn damals bauen ließ.

### Weitere Exponate der Sammlung
- Ein großer, ganz aus Holz gebauter Gesellschaftsschlitten.
- Ein herrschaftlicher Schlitten, der bis 1939 in Gebrauch war.
- Der Napoleon-Schlitten mit seinem bunten Schnitzornamenten und dem schieläugigen Hofnarren als Galionsfigur.

Wie es heißt, reiste Napoleon Bonaparte nach dem verlorenen Feldzug gegen Russland mit diesem schönen Barockschlitten ein Stück Weges zurück nach Frankreich.
- Der Feuerwehrwagen (Feuerspritze) mit Doppelhebelpumpe von 1788 und den sechs Ledereimern aus etwa demselben Jahr.
- Diverse Handschiebeschlitten.
- Ein zweirädriger Botenwagen für den fürstlichen Courier.
- Der Fourgon, ein französischer »Fernlaster« mit immerhin gut 1500 kg Zuladung!

Für die oft wertvollen Transporte war der Fourgon rückseitig „Räubersicher“ präpariert: mit einem schweren Riegelverschluß und gegen ungebetene Mitfahrer mit kräftigen Zinken auf der Trittbrettplatte.
- Ein sportlicher Spider-Phaeton, gebaut von P. Scheurer & Co. (Düsseldorf).[4]

Der herrschaftliche Selbstfahrer saß vorn auf dem komfortablen, wettergeschützten Bock, die »Grooms« saßen hinten.
- Eine alte Kalesche für kleine Ausfahrten in Stadt und Land.

In einem besonderen Raum sind die verschiedensten Militär-, Luxus- und Damensättel ausgestellt, dazu Zaumzeuge, Zügel, Leinen sowie Arbeits- und Kutschgeschirre in Kummet- und Brustblattausführung.
Dazu Reit- und Fahrgebisse aller Art, Wagenheber, bremmsende »Hemmschuhe«
sowie Prachtschabracken.
Für Kinder faszinierend ist die Geschichte vom Pferd des Moritz-Casimir I, welches den Graf vor einer Räuberbande durch einen Sprung über die Ems gerettet haben soll. Das Skelett des Pferdes wurde aufbewahrt und ist noch heute im Kutschenmuseum zu sehen.
Gezeigt wird im Marstall auch die Hochzeitskutsche des Erbprinzen und heutigen Oberhaupt des fürstlichen Hauses, Maximilian zu Bentheim-Tecklenburg.